# Фамарь (невестка Иуды)
Фамарь, Тамарь (др.-евр. תָּמָר‬, «пальма») — ветхозаветный персонаж из книги Бытия; жена Ира (евр. Эр), первенца Иуды (родоначальника колена Иудина), и Онана.

## Библия
Иуда женил своего сына Ира на Фамари. Овдовев, она была выдана замуж за второго сына Иуды — Онана — и также овдовела. Обманутая обещанием свёкра Иуды выдать её за младшего его сына, решилась сойтись с самим свекром Иудой, от которого родила двух детей, соблазнив его инкогнито (как блудница) и, в качестве будущего доказательства, выпросив у него печать, перевязь и трость (Быт. 38:18).

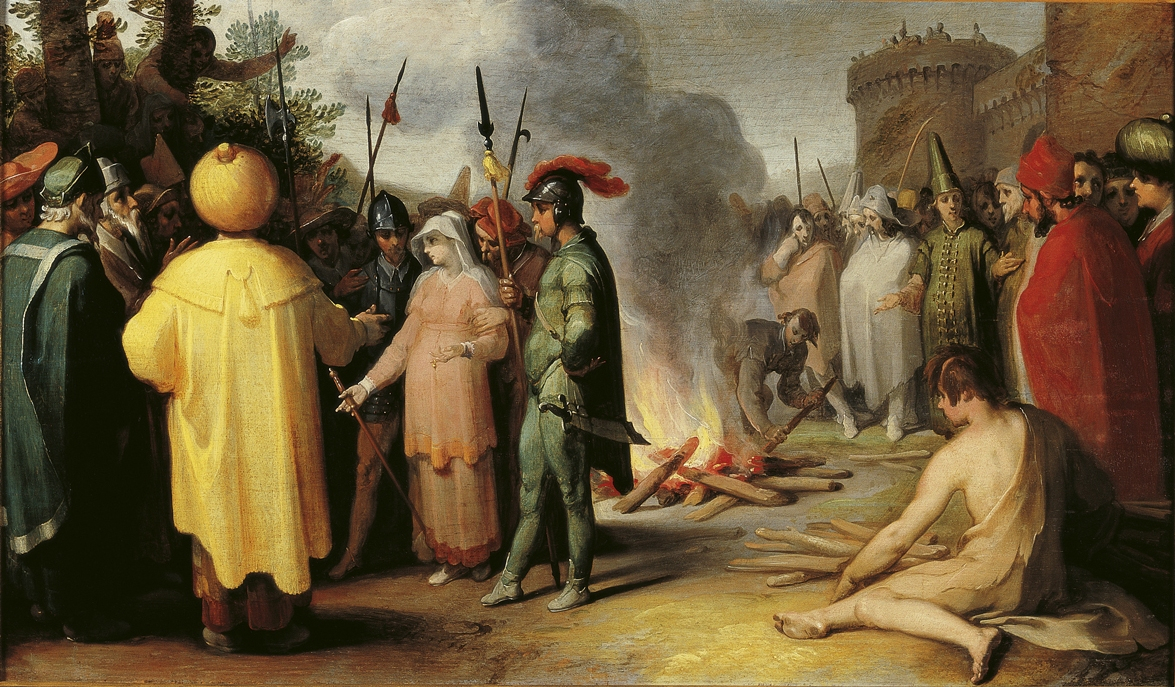
Иуда и Фамарь. Корнелис Корнелиссен, 1596, музей Франса Халса, Нидерланды

Эти предметы были ею предъявлены, когда Иуда хотел казнить беременную вдовую невестку за блуд. Имена их сыновей-близнецов — Фарес (евр. Перец; «расторгший преграду») и Зара (евр. Зерах; «солнце»).

## Небиблейские тексты

### Аггада
В агаде Тамарь была дочерью Сима (Шема), сына Ноя. В доме Иуды, своего свёкра, она была добродетельна и скромна, и лицо её было всегда закрыто, так что Иуда не узнал её, встретив на дороге. Тамарь просила Бога не оставить её бездетной и решилась на опасный шаг. Иуде она сказала, что она незамужняя и не язычница. Обвинённая в прелюбодеянии, она не указала на свёкра, но хотела косвенно побудить его к сознанию, и потому послала ему оставленный им залог. После того как её невиновность была доказана, Иуда женился на ней.

### Книга Праведного
В «Книге Праведного» утверждается, что Фамарь была дочерью Елама, сына Сима.

## Потомки
Потомком Фамари в десятом поколении был царь Давид. Согласно христианской традиции, через царя Давида Фамарь является праматерью Мессии — Иисуса. В иудейской традиции считается, что поскольку Машиах будет из рода Давидова, то и он будет её потомком.

## Память
Считается, что женское имя Тамара давалось в память о ней.